# Gradi e alterazioni degli avverbi
Come gli aggettivi anche gli avverbi possono formare il comparativo e il superlativo; ma non tutti. Lo ammettono innanzitutto gli avverbi di luogo e di tempo. Il comparativo di maggioranza e di minoranza si forma come negli aggettivi, con più / meno: più vicino, meno spesso. Il superlativo si forma aggiungendo il suffisso -issimo agli avverbi semplici: prestissimo, lontanissimo.
Negli avverbi derivati in -mente il superlativo si ricava dal grado superlativo dell'aggettivo femminile singolare: fortemente → fortissima-mente, stranamente → stranissima-mente, pazzamente=pazzissima+mente=pazzissimamente.
Non hanno gradi gli avverbi qualificativi in –oni (adoperati per descrivere certe posizioni del corpo umano: bocconi, carponi, ciondoloni, penzoloni ecc.).
Anche gli avverbi come gli aggettivi corrispondenti hanno forme organiche di comparativo e superlativo, limitatamente a bene male e grandemente.
| Positivo    | Comparativo  | Superlativo            |
| ----------- | ------------ | ---------------------- |
| bene        | meglio       | ottimamente/benissimo  |
| male        | peggio       | pessimamente/malissimo |
| molto       | più          | moltissimo             |
| poco        | meno         | pochissimo             |
| grandemente | maggiormente | massimamente           |

## Alterazioni
Gli avverbi comunemente più usati bene, male, poco, presto, tardi, forte, piano possono essere alterati con un suffisso: benino, benone ecc.

## Locuzioni
La locuzione non c'è male (da cui si origina quella con suffisso peggiorativo non c'è malaccio) non deriva in realtà dall'avverbio male, ma dal sostantivo male (col dispregiativo malaccio) in senso di malattia, malessere. Persasi consapevolezza del significato primitivo, male e malaccio sono stati riformulati come avverbi. Nota bene: malaccio è adoperato solo antifrasticamente (cioè dire qualcosa intendendo il contrario di quel che si dice: antifrase) in non c'è malaccio ‘va abbastanza bene’; non si può dire * hai fatto malaccio il tuo dovere, *oggi sto malaccio, a dimostrazione che un vero e proprio avverbio malaccio non esiste.
Anche certe locuzioni avverbiali presentano comparativo e superlativo.  Es.: per tempo → più per tempo  → per tempissimo; il grado superlativo può essere usato in funzione aggettivale: a posto può essere sia locuzione avverbiale di luogo (“mettilo a posto”), sia aggettivo (“un tipo a posto”); a postissimo è quasi solo aggettivo (“un tipo a postissimo”).